# Tambourissa cocottensis
Tambourissa cocottensis é uma magnoliophyta da família Monimiaceae e endémica em Maurícia e seu habitat natural são regiões subtropicais ou de secas florestas.